# Braunjohan
Braunjohan är en utslocknad svensk adelsätt, enligt uppgift härstammande från Spanien. Ätten adlades 1690, introducerades 1697, och utslocknade 1819.
Till Sverige inkom släkten med handlaren från Osnabrück Gerhard Braunjohan (död 1642), vilken från 1639 tillsammans med sonen Cordt (Conrad) Braunjohan (död 1642) verkade som klädes-, siden- och kryddhandlare i Göteborg.
Cordt Braunjohan var far till Gerhard Braunjohan (1635-1698), justitieborgmästare i Göteborg samt Cordt (Conrad) Braunjohan (1636-1691), handlare och från 1671 packhusinspektör, vilken var ägare till Partille herrgård och gav kronan omfattande lån under 1670-talet, vilket ledde till att han 1690 adlades von Braunjohan.
Conrad von Braunjohan hade en mängd barn, bland vilka märks schoutbynachten Conrad von Braunjohan (1666-1734) och överste Johan von Braunjohan (1668-1756), vilken gick i österrikisk kringstjänst och deltog i Stora turkiska kriget och Spanska tronföljdskriget under Eugen av Savojens befäl och 1693 upphöjdes till riksgrevligt stånd. Han skall enligt Johan Carl Stiernhöök ha tillbringat sitt liv med att dansa, spela och kurtisera men stod högt i gunst hos Josef I
Ätten dog ut med kapten Martin Rutger von Braunjohan (1733-1819), vilken tillsammans med sin bror generalmajor Germund Carl von Braunjohan (1726-1805) erhöll tillstånd att skriva sig von Brunijan.